# Édouard Grinda
Édouard Grinda, né le 20 décembre 1866 à Nice (Alpes-Maritimes) et mort le 28 mars 1959 à Nice où il est enterré, au Cimetière du Château, est un homme politique français.

## Biographie / Famille[1]
Édouard Grinda, fils de Jean-Baptiste Grinda (1830-1902), est chirurgien, et fondateur de l'hôpital Pasteur de Nice.
Son fils Jean-Paul Grinda (1900-1976), également chirurgien puis propriétaire de l'hôtel Le Westminster, a quatre enfants :
- Francine (1930-1987), épouse d'Henri Roussel, fils de Gaston Roussel, patron des laboratoires Roussel, d'où Christine Roussel (née en 1951), épouse de Jean d'Albert de Luynes (1945-2008), 12e duc de Luynes, et Thierry Roussel (en) (né en 1953), quatrième époux de Christina Onassis, parents d'Athina Onassis ;
- Olivier, actuel propriétaire de l'hôtel Le Westminster, a trois fils, Fabrice, Christophe (copropriétaire de l'hôtel) et Olivier ;
- Jean-Noël Grinda (né en 1936), joueur de tennis et finaliste de la coupe Davis en 1964, et qui a un fils, Jean-Noël ;
- Hélène (née en 1944), maîtresse de Bernhard de Lippe-Biesterfeld (1911-2004) dont elle a une fille, Alexia Lejeune (née en 1967), reconnue par son mari (mariés en 1972), le baron Stanislas Lejeune (1945-1998) d'où un fils, Cyril Lejeune (né en 1972). Elle se remarie à Victor Dial, dont elle aura un autre fils, William Dial.

## Carrière politique
Il est député des Alpes-Maritimes de 1919 à 1932. En janvier 1923, il est élu conseiller général dans le canton de Beausoleil qui vient tout juste d'être créé. Il est ministre du Travail et de la Prévoyance Sociale du 13 décembre 1930 au 27 janvier 1931 dans le gouvernement Théodore Steeg.
L'universitaire Christphe Bellon décrit son positionnement politique ainsi : « sa sensibilité politique le plaçait au centre-droit, mais il était très proche, sur le plan des idées, du centre-gauche : il rejoignait Bokanowski sur les allocations familiales, Loucheur en économie, Briand en politique étrangère ». Et il note que, bien que positionné au centre-droit, Édouard Grinda est « souvent à la gauche de ses collègues des Alpes-Maritimes ». L'historienne Rosemonde Sanson indique qu'au sein de l'Alliance démocratique, il fait partie de ceux qui, au début des années 1930, appellent à la constitution d'un « grand parti du centre ».

## Distinctions[4]
- Commandeur de la Légion d'honneur en 1932 (ministère du Travail), Officier en 1920 (ministère de la Guerre), Chevalier en 1911 (ministère de la Guerre).
- Croix de guerre 1914–1918
- Médaille d'or de la prévoyance sociale et de la Mutualité